# Belgische kampioenschappen acrobatische gymnastiek
De Belgische kampioenschappen acrobatische gymnastiek zijn door de Koninklijke Belgische Turnbond (KBT) georganiseerde kampioenschappen voor Belgische acrogymnasten.

## Erelijst
| Jaar | Locatie | Damespaar                                 | Herenpaar                                 | Gemengd paar                               | Dames trio                                                 | Heren kwartet                                                   |
| ---- | ------- | ----------------------------------------- | ----------------------------------------- | ------------------------------------------ | ---------------------------------------------------------- | --------------------------------------------------------------- |
| 1998 |         | Kaat Croubels Tine Dewaele                |                                           | David Maes Kim Van Waes                    | An De Groote Annelies Coddens Annelies Devaere             |                                                                 |
| 1999 |         | Kaat Croubels Tine Dewaele                |                                           | Yves Vander Donckt Geraldine Van den Weghe | An De Groote Nele Vanderghote Kim Baele                    |                                                                 |
| 2000 |         | Greet Lambeir Valerie Van Meldert         | Philippe Van Vynckt Kenny Dewulf          | Yves Vander Donckt Geraldine Van den Weghe | An De Groote Nele Vanderghote Kim Baele                    | Tom De Backer Steven Van der Veken Tony Eeman Mario Haenebalcke |
| 2001 |         | Aline Van den Weghe Elke Van Maldegem     | Philippe Van Vynckt Kenny Dewulf          | Yves Vander Donckt Geraldine Van den Weghe | Shanti Van Lierde Elien Vande Populiere Stephanie Piens    |                                                                 |
| 2002 |         | Katleen Vermuyten Nans Barrez             |                                           | Mario Haenebalcke Tiffany Cuyt             | Shanti Van Lierde Elien Vande Populiere Stephanie Piens    |                                                                 |
| 2003 |         | Charlotte Haers Seema Piens               | Philippe Van Vynckt Kenny Dewulf          | Mario Haenebalcke Tiffany Cuyt             | Shanti Van Lierde Elien Vande Populiere Stephanie Piens    |                                                                 |
| 2004 |         | Charlotte Haers Seema Piens               |                                           | Yves Vander Donckt Tiffany Cuyt            | Elien Vande Populiere Steffy Druyts Katleen Maes           |                                                                 |
| 2005 |         |                                           | Tim Simons Julien Pigeolet                | Yves Vander Donckt Tiffany Cuyt            | Marieke Guns Ellen Heireman Ellen Van Overberghe           |                                                                 |
| 2006 |         |                                           |                                           |                                            | Corinne Van Hombeeck Maaike Croket Soen Geirnaert          |                                                                 |
| 2007 |         | Joke Bruggeman Helen Haentjens            |                                           | Tim Simons Evelien Van Schoor              | Corinne Van Hombeeck Maaike Croket Soen Geirnaert          |                                                                 |
| 2008 |         | Tatjana De Vos Florence Henrist           |                                           | Ward Delabastita Ellen Robbeets            | Corinne Van Hombeeck Maaike Croket Soen Geirnaert          |                                                                 |
| 2009 |         | Tatjana De Vos Florence Henrist           |                                           | Menno Vanderghote Julie Van Gelder         | Corinne Van Hombeeck Maaike Croket Eloïse Vanstaen         |                                                                 |
| 2010 |         | Tatjana De Vos Florence Henrist           |                                           | Nik De Roeck Amber Van Wijk                | Corinne Van Hombeeck Maaike Croket Eloïse Vanstaen         | Kevin De Meyer Sebastian Boucquey Tom Boons Arne Van Gelder     |
| 2011 |         |                                           |                                           |                                            | Sanne Van Overberghe Lara Schollier Camille Van Betsbrugge |                                                                 |
| 2012 |         |                                           | Bart Van Hoecke Michiel Ringoot           | Yves Vander Donckt Geraldine Van den Weghe | Malou Roo Garcia Nans Barrez Jessica Putseys               | Kevin De Meyer Sebastian Boucquey Tom Boons Arne Van Gelder     |
| 2013 |         |                                           |                                           | Nicolas Vleeshouwers Laure De Pryck        | Sanne Van Overberghe Lara Schollier Camille Van Betsbrugge | Vincent Casse Sebastian Boucquey Tom Boons Arne Van Gelder      |
| 2014 |         | Eline De Smedt Nikki Snel                 | Arne Van Gelder Vincent Casse             | Solano Cassamajor Yana Vastavel            | Julie Van Gelder Ineke Van Schoor Kaat Dumarey             |                                                                 |
| 2015 |         | Laurie Philpott Natascha Van Esch         | Arne Van Gelder Vincent Casse             | Laurent De Ganck Marieke Uytterhoeven      | Elyne De Meyst Kim Bergmans Lise De Meyst                  |                                                                 |
| 2016 |         |                                           | Jim De Vos Julien Pigeolet                |                                            | Yaël Sertons Laura Vandersluys Hanne Vervelghe             |                                                                 |
| 2017 |         | Noémie Lammertyn Lore Vanden Berghe       | Kilian Gouffaux Robin Casse               | Maxime Vantournhout Marieke Uytterhoeven   | Janne Somers Anouk Robbeets Charlotte Westhof-Jacobs       | Patel Noam Raj Bram Geusens Jonas Anthoon Hannes Garré          |
| 2018 |         |                                           |                                           | Maxime Vantournhout Silke Macharis         | Janne Somers Anouk Robbeets Charlotte Westhof-Jacobs       |                                                                 |
| 2019 |         |                                           |                                           | Gilles Saliën Judith De Schryver           | Lise De Meyst Yana Vastavel Bo Hollebosch                  | Patel Noam Raj Bram Geusens Jonas Anthoon Hannes Garré          |
| 2020 |         | afgelast omwille van de covid 19-pandemie | afgelast omwille van de covid 19-pandemie | afgelast omwille van de covid 19-pandemie  | afgelast omwille van de covid 19-pandemie                  | afgelast omwille van de covid 19-pandemie                       |

American football · Atletiek (indoor · outdoor · 10 km · 1/2 marathon · marathon · veldlopen · meerkamp) · Autosport (rally) · Badminton · Basketbal (heren · dames) · Baseball · Beachvolleybal · Biljart (driebanden) · Dammen · Futsal · Gymnastiek (acro · trampoline) · Handbal (heren · dames) · Hockey (heren · dames) · IJshockey · Korfbal (zaal · veld) · Krachtbal · Kunstschaatsen · Motorcross (trial · zijspan) · Schaatsen · Schaken · Snooker · Squah · Strandvoetbal · Triatlon (sprint · middenafstand · olympische afstand · mixed relay · ploegen · cross) · Voetbal (heren · dames) · Waterskiën (racing) · Volleybal (heren · dames) · Wielrennen (tijdrijden · weg · piste · gravel · veld · mountainbike · BMX) · Zaalhockey (heren · dames) · Zaalvoetbal